# Axel Corti
Axel Corti (París, 7 de maig de 1933 - Oberndorf bei Salzburg, 29 de desembre de 1993) va ser un director de cinema i guionista austríac. Va ser guardonat amb el premio Sant Sebastià al millor director en 1986, per la seva pel·lícula Wohin und zurück - Teil 3: Welcome in Vienna.
Axel Corti va néixer a París en 1931 en el si d'una família austríaca. Va estudiar a França i va començar a treballar a la ràdio de Tirol en la dècada de 1950. Es va iniciar en el teatre a Viena, va passar a la televisió i es va donar a conèixer internacionalment al cinema amb la trilogia de Viena, que descriu la vida dels austríacs des de l'annexió a l'Alemanya nazi fins al final de la Segona Guerra Mundial i per la qual va obtenir diversos premis com la Conquilla de plata al millor director i el Verleihung der Goldenen Kamera.
La seva última pel·lícula va ser La puta del rei, una coproducció internacional de major pressupost, basada en la novel·la de l'escriptor francès Jacques Tournier.

## Filmografia destacada
- Trilogia de Viena[4]
  - Wohin und zurück – An uns glaubt Gott nicht mehr (1982)
  - Wohin und zurück - Teil 2: Santa Fe (1986)
  - Wohin und zurück - Teil 3: Welcome in Vienna (1986)
- La puta del rei (1990)[5]

## Premis i distincions
Festival Internacional de Cinema de Sant Sebastià
| Any  | Categoria                             | Pel·lícula                                   | Resultat  |
| ---- | ------------------------------------- | -------------------------------------------- | --------- |
| 1986 | Conquilla de Plata al millor director | Wohin und zurück - Teil 3: Welcome in Vienna | Guanyador |